# Proyecto de distrito federal Viedma-Carmen de Patagones

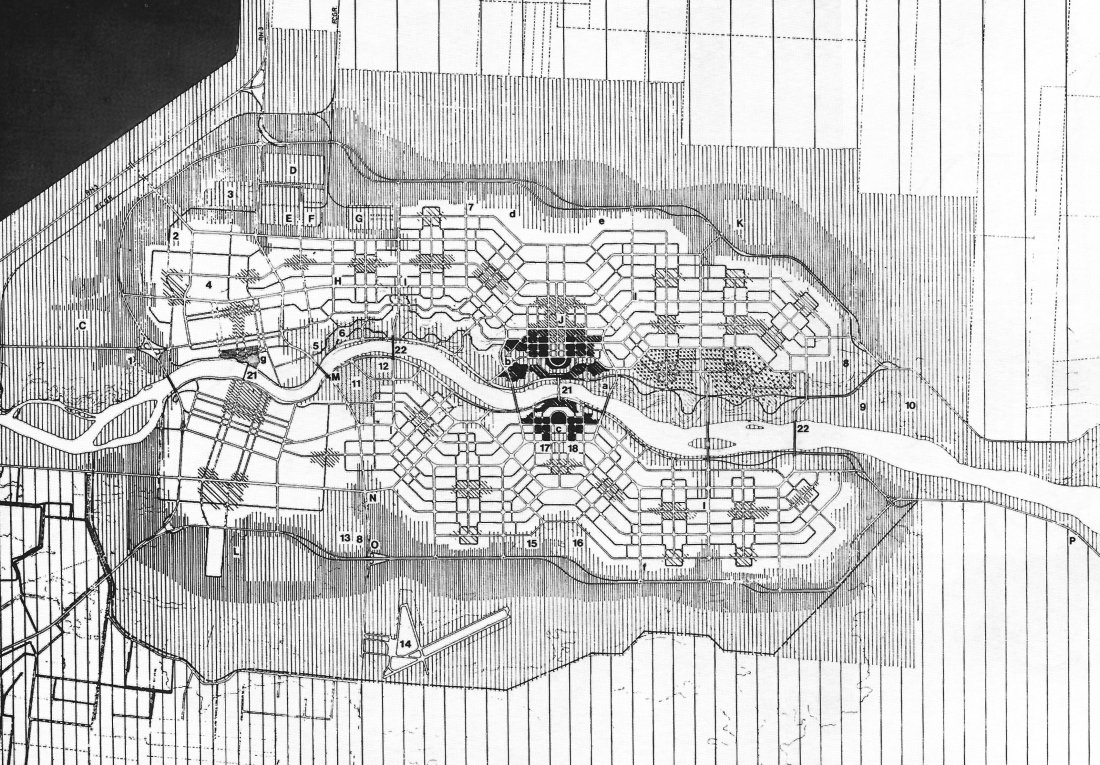
Plano de la nueva ciudad de Viedma y Carmen de Patagones que integra el plan director del Ente para la construcción de la nueva capital diseñado y aprobado en el año 1987

Se conoce como distrito federal Viedma-Carmen de Patagones a un discontinuado proyecto para crear un nuevo distrito en el cual iba a estar situada la nueva capital federal de Argentina creada por la ley n.º 23512 sancionada por el Congreso de la Nación el 27 de mayo de 1987 a iniciativa de un proyecto de ley presentado en 1986 por el entonces presidente Raúl Alfonsín. El traslado de la capital a la comarca Viedma-Carmen de Patagones formó parte del plan para la fundación de la Segunda República Argentina.

## Organización
Este distrito se debió organizar, según establecía dicha ley, en las tierras cedidas por la provincia de Buenos Aires (a través de la ley provincial 10454 del 17 de octubre de 1986), y la de Río Negro (por la ley 2086 del 10 de julio del mismo año), cumpliendo con el procedimiento que establece el artículo 3.º de la Constitución de la Nación Argentina, el cual dice que:

"Las autoridades que ejercen el Gobierno federal, residen en la ciudad que se declare Capital de la República por una ley especial del Congreso, previa cesión hecha por una o más legislaturas provinciales, del territorio que haya de federalizarse." (Art. 3º: C.N.A.)

Dentro de ese territorio federalizado por la ley n.º 23512 se encontraban comprendidas las ciudades de Viedma, Carmen de Patagones (ciudades principales de donde toma su nombre) y Guardia Mitre y los pueblos de Cardenal Cagliero, San Javier y el balneario El Cóndor.

"Declárase capital de la República, una vez cumplido lo dispuesto por el art. 5º, a los núcleos urbanos erigidos y por erigirse en el área de las actuales ciudades de Carmen de Patagones (provincia de Buenos Aires) y Viedma y Guardia Mitre (provincia de Río Negro) con el territorio comprendido en las cesiones dispuestas por las leyes 10.454 de fecha 17 de octubre de 1986 de la provincia de Buenos Aires y número 2.086 de fecha 10 de julio de 1986 de la provincia de Río Negro, que en conjunto constituyen el área de la nueva Capital Federal." (Art. 1º: Ley 23.512/87)

El distrito federal Viedma-Carmen de Patagones hubiera sido la circunscripción número veinticinco de Argentina después de las veintitrés provincias y la Ciudad Autónoma de Buenos Aires.

## Vigencia del proyecto
Luego de la finalización de la presidencia de Raúl Alfonsín en 1989 el proyecto fue congelado por su sucesor Carlos Menem y durante años existió la discusión entre los juristas por la vigencia de la ley 23512, ya que las leyes provinciales que ceden los territorios establecían un plazo de cinco años para materializar el proyecto. 

ARTÍCULO 9.- La cesión dispuesta quedará sin efecto si transcurridos cinco (5) años de la fecha de publicación de la presente, no se diera cumplimiento.
Ley bonaerense n.° 10454 publicada el 12 de noviembre de 1986

ART. 7.- La cesión dispuesta en el artículo 1ro. quedará sin efecto si por cualquier motivo dejara de concretarse la radicación del gobierno federal en el territorio cedido en un plazo de cinco (5) años, a contar de la promulgación de la presente o si el mismo fuera afectado a otros fines, en estos casos Viedma continuará siendo capital de la Provincia de Río Negro.
Ley rionegrina n.° 2086 promulgada el 10 de julio de 1986

La provincia de Río Negro prorrogó en 1991 la cesión de territorio por tres años más a través de la ley 2436.

Art. 1 - Prorrógase el plazo de caducidad de la Ley Nro. 2086, hasta el 14 de julio de 1994.
Ley rionegrina n.° 2436 promulgada el 2 de julio de 1991

También fue reformada en el año 1988 la Constitución de esta provincia, modificando el artículo 11, el cual dice que"Viedma es la capital de la Provincia" pero dejará de serlo "cuando se efectivice el traslado de las autoridades nacionales al nuevo Distrito Federal":

"La ciudad de Viedma es la capital de la Provincia. Es el asiento de las autoridades provinciales, conforme a esta Constitución. Deja de ser capital cuando se efectivice el traslado de las autoridades nacionales al nuevo Distrito Federal." (Art. 11º: C.P.R.N.)

Este texto parecía sostener que la cesión de territorio rionegrino aún estaba vigente. Algunos juristas decían que para poder llevar adelante la ley 23512 era necesario que las legislaturas provinciales volvieran a ceder los territorios, principalmente la provincia de Buenos Aires. En 1999 Raúl Alfonsín había sostenido en una nota al Diario La Nación que, al estar vigente la ley de traslado de la Capital, "cualquier presidente la mudaría con un decreto".[cita requerida]
Detrás de la discusión de la vigencia de la ley 23512 también se escondió la oposición al traslado de la Capital, ya que esta ley fue muy resistida y cuestionada por diversos sectores políticos y económicos ligados a la ciudad de Buenos Aires, motivos por los cuales no pudo materializarse.[cita requerida]

### Intentos de reactivación y derogación
En 2007 el diputado nacional Héctor Recalde del Frente para la Victoria (FPV), presentó en el Congreso argentino un proyecto para derogar la ley 23512. Posteriormente el 31 de julio de 2009 dos diputados nacionales por la provincia de Misiones, también del gobernante FPV, Lía Fabiola Bianco y Miguel Ángel Iturrieta, presentaron un proyecto de resolución en donde solicitaron al Poder Ejecutivo de la Nación que cumpla con lo establecido en la ley 23512 y materialice el traslado de la Capital de la República. También durante el año 2009 el senador nacional por la provincia de Santiago del Estero, Emilio Alberto Rached (UCR) presentó un proyecto de comunicación para solicitar al Poder Ejecutivo que cumpla con la ley 23512.
La cesión bonaerense perdió vigencia al vencerse el plazo el 12 de noviembre de 1991 y la rionegrina el 14 de julio de 1994. Las dos leyes rionegrinas fueron declaradas caducas por la ley 4270 Digesto Jurídico de la Provincia de Río Negro publicada el 10 de enero de 2008.
El 21 de mayo de 2014 fue derogada la ley n.º 23512 con la sanción del Digesto Jurídico argentino (ley n.º 26939), que es el cuerpo ordenado de las normas legales nacionales argentinas, al no ser incluida en el anexo I entre las leyes vigentes. Lo mismo que cerca de 29 000 leyes y otras normales legales, tampoco fue incluida en el anexo II entre las normas expresamente declaradas no vigentes, por lo que su derogación fue implícita por aplicación del artículo 15 de la ley n.º 24967 que ordenó la creación del Digesto considerando derogadas a las leyes no declaradas vigentes. De esta forma el proyecto de traslado de la capital federal habría llegado legalmente a su fin, pero para muchos juristas del tema la ley 23512.al no estar incluida en ninguna de los dos anexos de la ley 24967 no esta claro si la ley de traslado de la capital esta derogada o vigente, entro en un limbo jurídico por error de los legisladores de no incluirla en ninguno de los dos anexos.